# Cayambe (vulkaan)
De Cayambe is een actieve stratovulkaan gelegen in de provincie Pichincha in Noord-Centraal-Ecuador, ongeveer 55 kilometer ten noordoosten van de hoofdstad Quito. De met sneeuw bedekte vulkaan heeft een hoogte van 5.790 m. De westelijke voet van de berg ligt in de gemeente Cayambe in het gelijknamige kanton, die beide naar de vulkaan genoemd zijn.
De Cayambe, die slechts 3 kilometer ten noorden van de evenaar ligt, is de op twee na hoogste vulkaan van Ecuador, na de Chimborazo (6.390 m) en de Cotopaxi (5.897 m). Deze vulkanen worden wel veel vaker beklommen dan de Cayambe.
De beroemde Duitse natuurvorser Alexander von Humboldt, die veel in Zuid-Amerika rondreisde, schreef na het bezoeken van de vulkaan:
"Deze berg kan beschouwd worden als een van de monumenten waarmee de Natuur een groot verschil op Aarde heeft gemaakt"

## Geologie
De uit dacitisch-andesitisch stollingsgesteente bestaande Cayambe is gelegen op de westflank van de Cordillera Central, onderdeel van het Andesgebergte. De top is bedekt met gletsjers die aan de oostelijke Amazonekant tot 4.200 meter boven zeeniveau reiken. Het huidige complex dat zich gevormd heeft ten oosten van oudere Pleistocene vulkanische complexen, bestaat uit twee lavakoepels die ongeveer 1,5 kilometer uit elkaar liggen. De westelijke van deze koepels is de hoogste. Verscheidene andere lavakoepels op de hogere hellingen hebben pyroclastische stromen veroorzaakt die zich lager op de helling hebben afgezet. Recent onderzoek heeft uitgewezen dat zich tijdens het Holoceen regelmatig explosieve uitbarstingen hebben voorgedaan. De oudste van deze uitbarstingen zijn gedateerd op ongeveer 4000 jaar geleden. De enige historische erupties vonden plaats in 1785/86.

## Beklimming
De eerste beklimming van de Cayambe geschiedde in 1880, door een team gevormd door de Brit Edward Whymper, die ook als eerste de Matterhorn bedwong, samen met zijn twee Italiaanse berggidsen en de familieleden (oom en neef) Juan Antonio en Luis Carrel. Tijdens hun verblijf in Ecuador heeft dit team vrijwel alle Ecuatoriaanse vulkanen beklommen, vele als eerste.
De beklimming van de Cayambe wordt niet als zeer moeilijk beschouwd (bergcategorie I/F), maar de vele rotsspleten voornamelijk aan het begin en het einde van de route maken de tocht naar de top uitdagend. De helling is voor het grootste gedeelte niet erg steil, nabij de top wordt echter een hellingshoek van 45° bereikt.
De eerste berghut op 4.600 meter hoogte kan over een slechte weg bereikt worden per 4x4 en wordt "Ruales-Oleas-Berge" genoemd, naar drie Ecuatoriaanse klimmers die op de berg door een lawine de dood vonden. Vanaf deze berghut is de basis van de "Glaciar Hermoso" (prachtige gletsjer) vrij gemakkelijk te bereiken.

## Etymologie
Wat betreft de oorsprong van de naam Cayambe bestaan verscheidene opvattingen. Volgens het boek "Montañas del Sol" is de naam afkomstig uit de Quitu-taal. In deze taal betekent "cay", jong en "bi", water of fontein van leven. Volgens de Ecuadoriaan Marco Cruz, auteur van "Montañas del Ecuador", kan de naam herleid worden tot twee verschillende talen; in het Caranqui betekent "kayan", ijs en in het Quechua staat "cajan" voor hoge en koude plek.

## Galerij

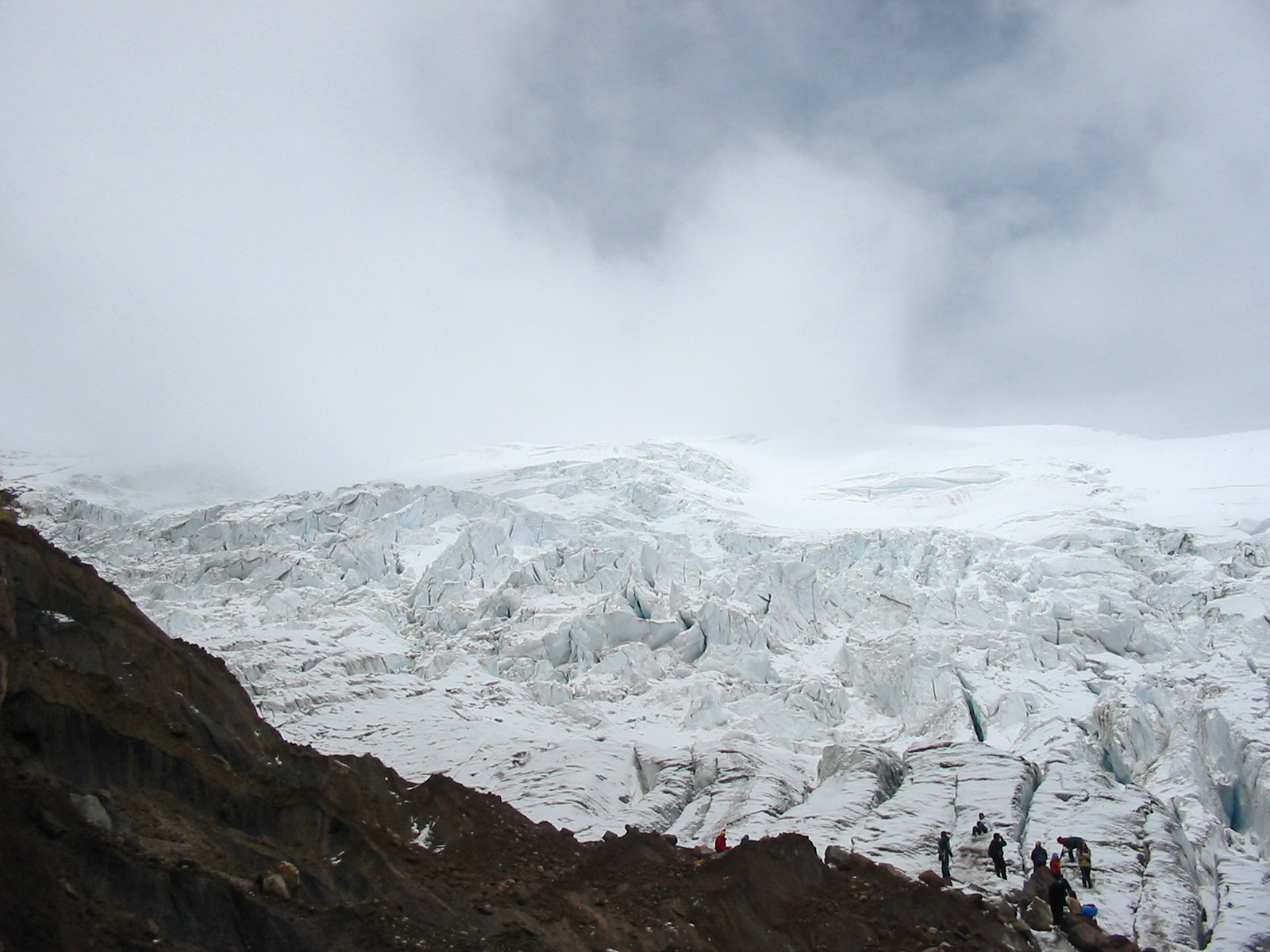
Eeuwige sneeuw op de Cayambe
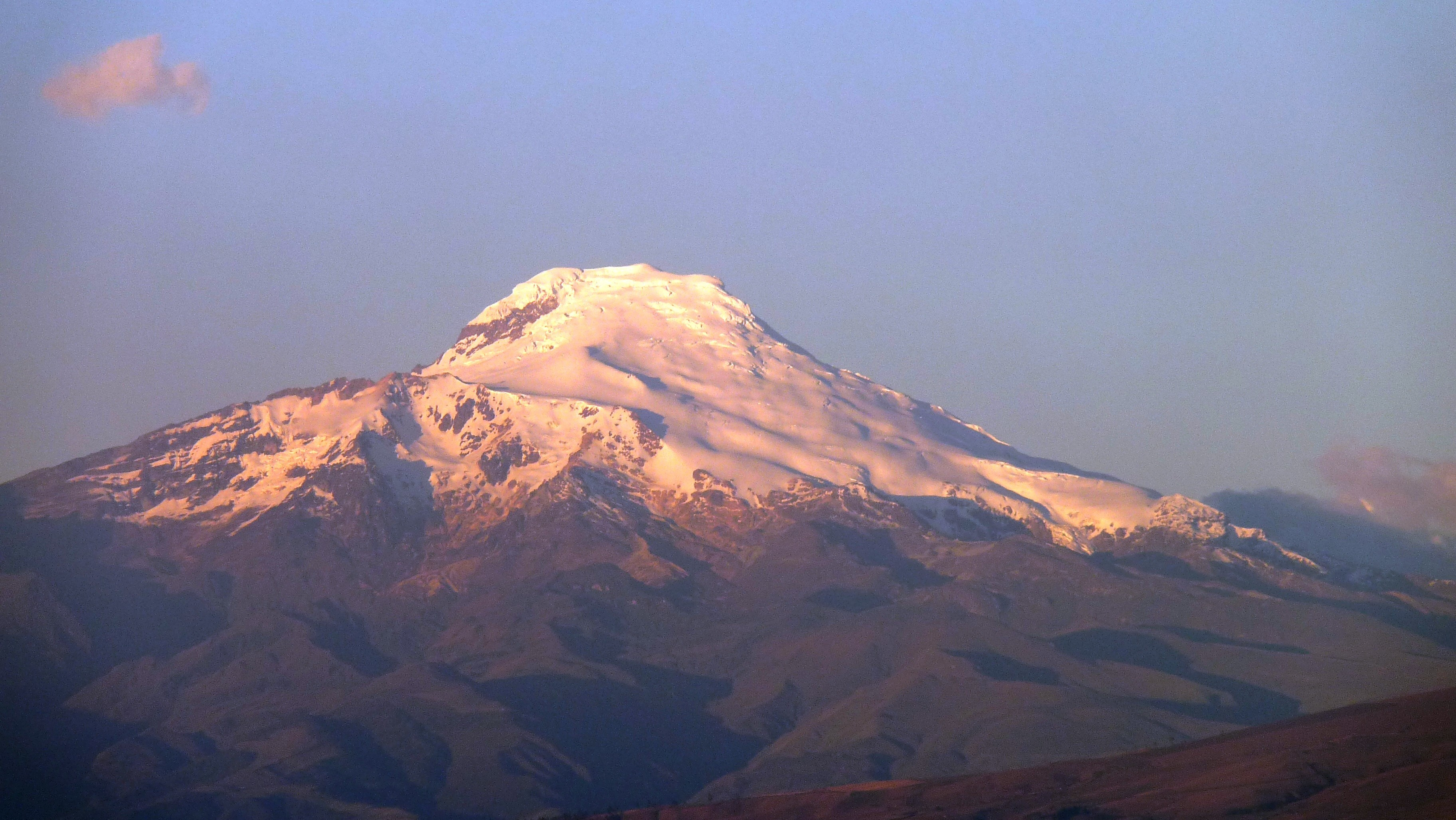
Zicht op de vulkaan vanuit Quito
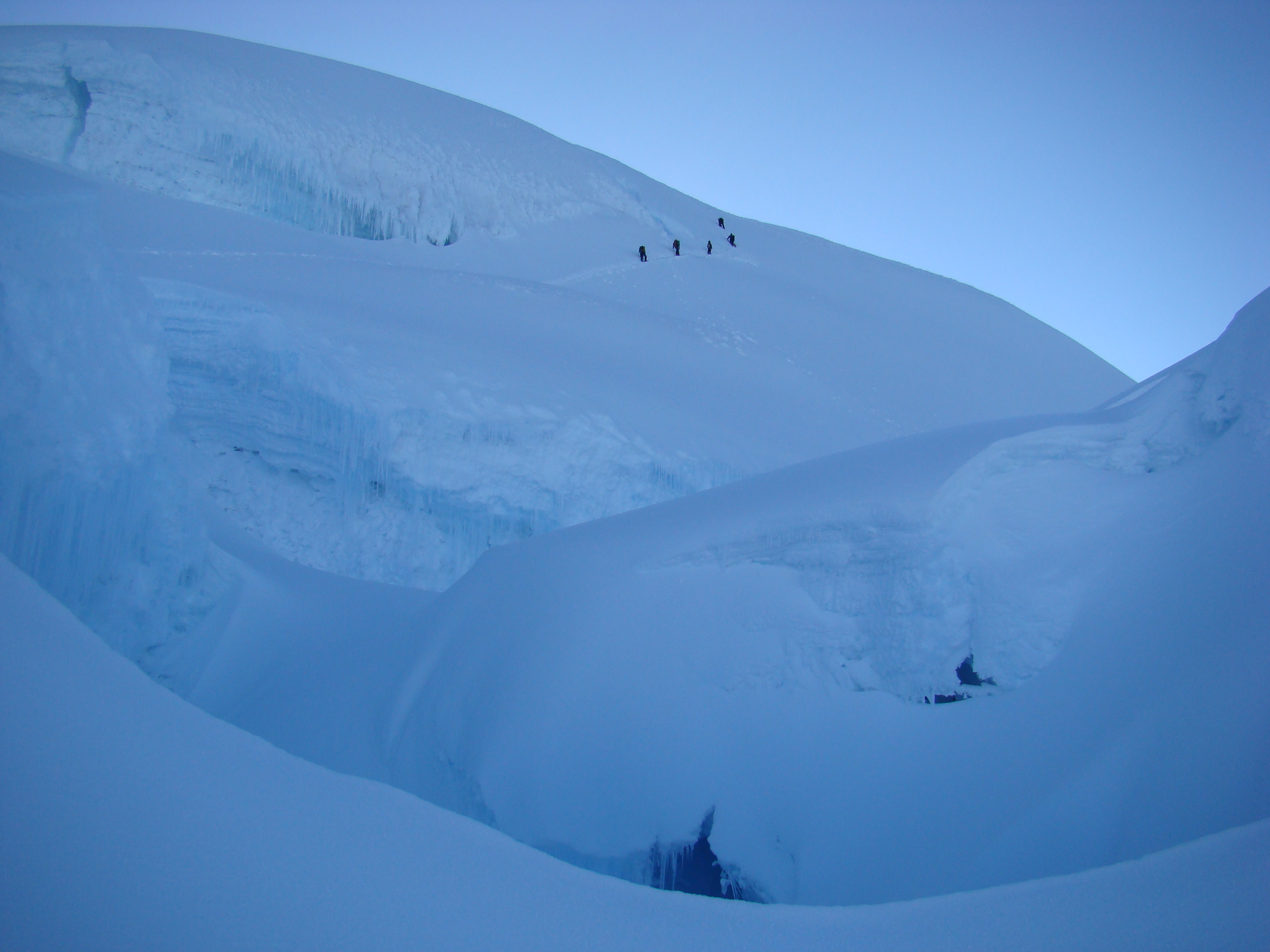
Route naar de top